# Lycenchelys monstrosa
Lycenchelys monstrosa är en fiskart som beskrevs av Anderson 1982. Lycenchelys monstrosa ingår i släktet Lycenchelys och familjen tånglakefiskar. IUCN kategoriserar arten globalt som livskraftig. Inga underarter finns listade i Catalogue of Life.